# Adept Manager
Adept Manager je grafické uživatelské rozhraní balíčkovacího systému APT napsané pro prostředí KDE. Původně jej napsal Peter Ročkai a vývoj byl sponzorován firmou Canonical skrze projekt Kubuntu, kde Adept Manager nahradil původně používaný Kynaptic. Od roku 2008 není dále vyvíjen, místo něj je vyvíjen KPackageKit.
Adept Manager je napsán pomocí knihovny Qt a jeho cílovou platformou je Linux. Je k dispozici pod BSD licencí a primárně komunikuje v angličtině.
Verze 2 byla určena pro KDE 3 a verze 3 pro KDE 4.
Adept Manager umožňoval svým uživatelům správu nainstalovaných balíčků: jejich stažení z repozitářů, instalaci, odinstalaci, stahování záplat, správu seznamu repozitářů nebo správu GPG klíčů pro zabezpečené repozitáře.